# Puntate di Cacciatori di fantasmi
In Italia, le puntate del programma non sono state sempre trasmesse seguendo l'ordine cronologico originale.

## Panoramica della serie
| Stagione | Stagione | Puntate | Prima TV originale | Prima TV originale | Rete                                                |
| Stagione | Stagione | Puntate | Inizio             | Fine               | Rete                                                |
| -------- | -------- | ------- | ------------------ | ------------------ | --------------------------------------------------- |
|          | 1        | 8       | 17 ottobre 2008    | 5 dicembre 2008    | DMAX (Italia) / AXN Sci-Fi                          |
|          | 2        | 8       | 5 giugno 2009      | 24 luglio 2009     | DMAX (Italia) / AXN Sci-Fi                          |
|          | 3        | 10      | 6 novembre 2009    | 8 gennaio 2010     | DMAX (Italia) / AXN Sci-Fi                          |
|          | 4        | 27      | 17 settembre 2010  | 10 giugno 2011     | DMAX (Italia) / AXN Sci-Fi                          |
|          | 5        | 10      | 23 settembre 2011  | 16 dicembre 2011   | DMAX (Italia) / AXN Sci-Fi                          |
|          | 6        | 7+2 SP  | 9 marzo 2012       | 20 luglio 2012     | DMAX (Italia) / AXN Sci-Fi                          |
|          | 7        | 18      | 14 settembre 2012  | 19 aprile 2013     | DMAX (Italia) / AXN Sci-Fi                          |
|          | 8        | 11      | 16 agosto 2013     | 15 novembre 2013   | DMAX (Italia) / AXN Sci-Fi                          |
|          | 9        | 13      | 15 febbraio 2014   | 12 luglio 2014     | DMAX (Italia) / AXN Sci-Fi                          |
|          | 10       | 11      | 4 ottobre 2014     | 7 marzo 2015       | DMAX (Italia) / AXN Sci-Fi                          |
|          | 11       | 11      | 22 agosto 2015     | 7 novembre 2015    | DMAX (Italia) / Discovery Italia                    |
|          | 12       | 13      | 30 gennaio 2016    | 6 agosto 2016      | DMAX (Italia) / Discovery Italia                    |
|          | 13       | 13      | 24 settembre 2016  | 14 gennaio 2017    | DMAX (Italia) / Discovery Italia                    |
|          | 14       | 11      | 25 marzo 2017      | 15 luglio 2017     | DMAX (Italia) / Discovery Italia                    |
|          | 15       | 11      | 23 settembre 2017  | 13 gennaio 2018    | DMAX (Italia) / Discovery Italia                    |
|          | 16       | 9       | 24 marzo 2018      | 14 luglio 2018     | DMAX (Italia) / Discovery Italia                    |
|          | 17       | 6       | 3 novembre 2018    | 8 dicembre 2018    | DMAX (Italia) / Discovery Italia                    |
|          | 18       | 13      | 23 febbraio 2019   | 20 luglio 2019     | DMAX (Italia) / Discovery Italia                    |
|          | 19       | 15      | 2 novembre 2019    | 14 maggio 2020     | DMAX (Italia) / Discovery Italia                    |
|          | 20       | 11      | 5 novembre 2020    | 30 aprile 2021     | Travel Channel (Stati Uniti d'America) / Discovery+ |
|          | 21       | 6       | 22 luglio 2021     | 26 agosto 2021     | Discovery+                                          |
|          | 22       | 8       | 10 marzo 2022      | 28 aprile 2022     | Discovery+                                          |
|          | 23       | 10      | 15 settembre 2022  | 24 novembre 2022   | Discovery+                                          |
|          | 24       | 11      | 7 giugno 2023      | 23 agosto 2023     | Discovery Channel (Stati Uniti d'America)           |
|          | 25       | 5       | 4 ottobre 2023     | 8 novembre 2023    | Discovery Channel (Stati Uniti d'America)           |
|          | 26       | TBA     | 22 maggio 2024     | TBA                | Discovery Channel (Stati Uniti d'America)           |
|          | Speciali | 55      | 25 luglio 2007     | In corso           | Discovery+                                          |

## Elenco puntate

### Prima stagione (2008)
| N° | Titolo originale               | Titolo italiano                 | Location(s)                            | Prima TV USA     | Prima TV Italia |
| -- | ------------------------------ | ------------------------------- | -------------------------------------- | ---------------- | --------------- |
| 1  | Bobby Mackey's Music World     | Bobby Mackey's Music World      | Wilder, Kentucky, USA                  | 17 ottobre 2008  | 2013            |
| 2  | Houghton Mansion               | L'Houghton Mansion              | North Adams, Massachusetts, USA        | 24 ottobre 2008  | 2013            |
| 3  | Moundsville Penitentiary       | Il penitenziario di Moundsville | Moundsville, Virginia Occidentale, USA | 31 ottobre 2008  | 2013            |
| 4  | The Riddle House               | La Riddle House                 | Royal Palm Beach, Florida, USA         | 7 novembre 2008  | 2013            |
| 5  | Sloss Furnaces                 | Acciaieria Sloss                | Birmingham, Alabama, USA               | 14 novembre 2008 | 2013            |
| 6  | Abandoned Psychiatric Hospital | Manicomio abbandonato           | Cedar Grove, New Jersey, USA           | 21 novembre 2008 | 2013            |
| 7  | Edinburgh Vaults               | Cripte sotterranee              | Edimburgo, Scozia                      | 28 novembre 2008 | 2013            |
| 8  | Idaho State Penitentiary       | Penitenziario di Boise          | Boise, Idaho, USA                      | 5 dicembre 2008  | 2013            |

### Seconda stagione (2009)
| N° | Titolo originale           | Titolo italiano        | Location(s)                                     | Prima TV USA   | Prima TV Italia |
| -- | -------------------------- | ---------------------- | ----------------------------------------------- | -------------- | --------------- |
| 9  | Preston Castle             | Il castello di Preston | Ione, California, USA                           | 5 giugno 2009  | 2013-2014       |
| 10 | Castillo De San Marcos     | Castillo De San Marcos | St. Augustine, Florida, USA                     | 12 giugno 2009 | 2013-2014       |
| 11 | La Purisima Mission        | La Purisima            | Lompoc, California, USA                         | 19 giugno 2009 | 2013-2014       |
| 12 | Magnolia Plantation        | La piantagione         | Natchitoches, Louisiana, USA                    | 26 giugno 2009 | 2013-2014       |
| 13 | Birdcage Theater           | Il Birdcage Theatre    | Tombstone, Arizona, USA                         | 3 luglio 2009  | 2013-2014       |
| 14 | Eastern State Penitentiary | Il penitenziario       | Filadelfia, Pennsylvania, USA                   | 10 luglio 2009 | 2013-2014       |
| 15 | Moon River Brewing Company | Il birrificio          | Savannah, Georgia, USA                          | 17 luglio 2009 | 2013-2014       |
| 16 | Ancient Ram Inn            | Insuccessi             | Wotton-under-Edge, Gloucestershire, Inghilterra | 24 luglio 2009 | 2013-2014       |

### Terza stagione (2009-2010)
| N° | Titolo originale                                           | Titolo italiano                     | Location(s)                                 | Prima TV USA     | Prima TV Italia |
| -- | ---------------------------------------------------------- | ----------------------------------- | ------------------------------------------- | ---------------- | --------------- |
| 17 | Ghost Adventures Live – The Trans-Allegheny Lunatic Asylum | -                                   | Weston, Virginia Occidentale, USA           | 30 ottobre 2009  | Inedito         |
| 18 | Pennhurst State School                                     | Pennhurst State School and Hospital | Spring City, Pennsylvania, USA              | 6 novembre 2009  | 2014            |
| 19 | Poveglia Island                                            | L'isola di Poveglia                 | Venezia, Veneto, Italia                     | 13 novembre 2009 | 2014            |
| 20 | Ohio State Reformatory                                     | Riformatorio in Ohio                | Mansfield, Ohio, USA                        | 20 novembre 2009 | 2014            |
| 21 | Remington Arms Factory                                     | Armi                                | Bridgeport, Connecticut, USA                | 27 novembre 2009 | 2014            |
| 22 | Old Washoe Club and Chollar Mine                           | Washoe Club; Chollar Mine           | Virginia City, Nevada, USA                  | 4 dicembre 2009  | 2014            |
| 23 | Linda Vista Hospital                                       | Linda Vista Hospital                | Boyle Heights, Los Angeles, California, USA | 11 dicembre 2009 | 2014            |
| 24 | Execution Rocks Lighthouse                                 | Execution Rocks Lighthouse          | Port Washington, New York, USA              | 18 dicembre 2009 | 2014            |
| 25 | Prospect Place                                             | Prospect Place                      | Trinway, Ohio, USA                          | 1º gennaio 2010  | 2014            |
| 26 | Clovis Wolfe Manor                                         | Clovis Wolfe Manor                  | Clovis, California, USA                     | 8 gennaio 2010   | 2014            |

### Quarta stagione (2010-2011)
| N° | Titolo originale                    | Titolo italiano                     | Location(s)                            | Prima TV USA      | Prima TV Italia |
| -- | ----------------------------------- | ----------------------------------- | -------------------------------------- | ----------------- | --------------- |
| 27 | Gettysburg                          | Gettysburg                          | Gettysburg, Pennsylvania, USA          | 17 settembre 2010 | 2014-2015       |
| 28 | Rolling Hills Asylum                | Rolling Hills Asylum                | Bethany, New York, USA                 | 24 settembre 2010 | 2014-2015       |
| 29 | Return to Bobby Mackey's            | In Kentucky                         | Wilder, Kentucky, USA                  | 1º ottobre 2010   | 2014-2015       |
| 30 | Waverly Hills Sanatorium            | Waverly Hills                       | Louisville, Kentucky, USA              | 8 ottobre 2010    | 2014-2015       |
| 31 | Stanley Hotel                       | Stanley Hotel                       | Estes Park, Colorado, USA              | 15 ottobre 2010   | 2014-2015       |
| 32 | Hill View Manor                     | Hillview Manor                      | New Castle, Pennsylvania, USA          | 22 ottobre 2010   | 2014-2015       |
| 33 | Vulture Mine                        | Vulture Mine                        | Wickenburg, Arizona, USA               | 29 ottobre 2010   | 2014-2015       |
| 34 | USS Hornet                          | USS Hornet                          | Alameda, California, USA               | 5 novembre 2010   | 2014-2015       |
| 35 | La Palazza Mansion                  | -                                   | Las Vegas, Nevada, USA                 | 12 novembre 2010  | Inedito         |
| 36 | Fort Chaffee                        | Fort Chaffee                        | Fort Smith, Arkansas, USA              | 19 novembre 2010  | 2014-2015       |
| 37 | Amargosa Opera House                | Amargosa Opera House                | Death Valley Junction, California, USA | 26 novembre 2010  | 2014-2015       |
| 38 | Old Fort Erie                       | Old Fort Erie                       | Fort Erie, Ontario, Canada             | 3 dicembre 2010   | 2014-2015       |
| 39 | Villisca Axe Murder House           | Omicidi in Iowa                     | Villisca, Iowa, USA                    | 10 dicembre 2010  | 2014-2015       |
| 40 | Kell’s Irish Pub Restaurant         | Il pub irlandese                    | Seattle, Washington, USA               | 17 dicembre 2010  | 2014-2015       |
| 41 | Pico House Hotel                    | Pico House Hotel                    | Los Angeles, California, USA           | 7 gennaio 2011    | 2014-2015       |
| 42 | Goldfield                           | Goldfield                           | Goldfield, Nevada, USA                 | 14 gennaio 2011   | 2014-2015       |
| 43 | Bonnie Springs Ranch                | Bonnie Spring Ranch                 | Blue Diamond, Nevada, USA              | 21 gennaio 2011   | 2014-2015       |
| 44 | Valentine's Day Special             | San Valentino                       | Sudbury, Massachusetts, USA            | 11 febbraio 2011  | 2014-2015       |
| 45 | Salem Witch House/Lyceum Restaurant | Salem Witch House/Lyceum Restaurant | Salem, Massachusetts, USA              | 18 febbraio 2011  | 2014-2015       |
| 46 | Jerome Grand Hotel                  | Jerome Grand Hotel                  | Jerome, Arizona, USA                   | 25 febbraio 2011  | 2014-2015       |
| 47 | Yorktown Hospital                   | Yorktown Hospital                   | Yorktown, Texas, USA                   | 18 marzo 2011     | 2014-2015       |
| 48 | Madame Tussauds Wax Museum          | -                                   | Las Vegas, Nevada, USA                 | 8 aprile 2011     | Inedito         |
| 49 | Sacramento Tunnels                  | I tunnel di Sacramento              | Sacramento, California, USA            | 15 aprile 2011    | 2014-2015       |
| 50 | Hales Bar Marina and Dam            | Hales Bar Dam                       | Haletown, Tennessee, USA               | 29 aprile 2011    | 2014-2015       |
| 51 | Kentucky Slave House                | Kentucky Slave House                | Maysville, Kentucky, USA               | 13 maggio 2011    | 2014-2015       |
| 52 | Tooele Hospital                     | Tooele Hospital                     | Tooele, Utah, USA                      | 27 maggio 2011    | 2014-2015       |
| 53 | Loretta Lynn's Plantation House     | Il ranch di Loretta Lynn            | Hurricane Mills, Tennessee, USA        | 10 giugno 2011    | 2014-2015       |

### Quinta stagione (2011)
| N° | Titolo originale         | Titolo italiano           | Location(s)                                          | Prima TV USA      | Prima TV Italia |
| -- | ------------------------ | ------------------------- | ---------------------------------------------------- | ----------------- | --------------- |
| 54 | Ashmore Estates          | Ashmore Estates           | Ashmore, Illinois, USA                               | 23 settembre 2011 | 2015            |
| 55 | Mizpah Hotel             | Mizpah Hotel              | Tonopah, Nevada, USA                                 | 30 settembre 2011 | 2015            |
| 56 | Old Town San Diego       | Old Town San Diego        | San Diego, California, USA                           | 7 ottobre 2011    | 2015            |
| 57 | Winchester Mystery House | Winchester Mystery House  | San Jose, California, USA                            | 14 ottobre 2011   | 2015            |
| 58 | Lizzie Borden House      | Lizzie Borden House       | Fall River, Massachusetts, USA                       | 21 ottobre 2011   | 2015            |
| 59 | Letchworth Village       | Letchworth Village        | Haverstraw, New York, USA                            | 28 ottobre 2011   | 2015            |
| 60 | Return to Virginia City  | Virginia City             | Virginia City, Nevada, USA                           | 11 novembre 2011  | 2015            |
| 61 | Rocky Point Manor        | Rocky Point Manor         | Harrodsburg, Kentucky, USA Perryville, Kentucky, USA | 2 dicembre 2011   | 2015            |
| 62 | Rose Hall                | Rose Hall                 | Montego Bay, St. James Parish, Giamaica              | 9 dicembre 2011   | 2015            |
| 63 | Old Charleston Jail      | La prigione di Charleston | Charleston, Carolina del Sud, USA                    | 16 dicembre 2011  | 2015            |

### Sesta stagione (2012)
| N°  | Titolo originale                          | Titolo italiano      | Location(s)                    | Prima TV USA   | Prima TV Italia |
| --- | ----------------------------------------- | -------------------- | ------------------------------ | -------------- | --------------- |
| 64  | Shanghai Tunnels                          | I tunnel di Shanghai | Portland, Oregon, USA          | 9 marzo 2012   | 2015            |
| 65  | Peabody-Whitehead Mansion                 | La villa             | Denver, Colorado, USA          | 16 marzo 2012  | 2015            |
| 66  | The Copper Queen Hotel & The Oliver House | La Oliver House      | Bisbee, Arizona, USA           | 23 marzo 2012  | 2015            |
| 67  | The National Hotel                        | Il National Hotel    | Nevada City, California, USA   | 30 marzo 2012  | 2015            |
| 68  | Return to Linda Vista Hospital            | -                    | Los Angeles, California, USA   | 6 aprile 2012  | Inedito         |
| 69  | The Galka Family                          | La famiglia Galka    | Granby, Connecticut, USA       | 20 aprile 2012 | 2015            |
| 70  | The Riviera Hotel                         | Il Riviera Hotel     | Las Vegas, Nevada, USA         | 27 aprile 2012 | 2015            |
| SP1 | Hellfire Caves                            | Hellfire Caves       | West Wycombe, High Wycombe, UK | 13 luglio 2012 | 2015            |
| SP2 | Fort Horsted                              | Fort Horsted         | Chatham, Kent, UK              | 20 luglio 2012 | 2015            |

### Settima stagione (2012–2013)
| N° | Titolo originale            | Titolo italiano            | Location(s)                                            | Prima TV USA      | Prima TV Italia |
| -- | --------------------------- | -------------------------- | ------------------------------------------------------ | ----------------- | --------------- |
| 71 | Central Unit Prison         | Una prigione in Texas      | Sugar Land, Texas, USA Huntsville (Texas), USA         | 14 settembre 2012 | 2015            |
| 72 | Excalibur Nightclub         | Il nightclub               | Chicago, Illinois, USA                                 | 21 settembre 2012 | 2015            |
| 73 | Point Sur Lighthouse        | Il faro                    | Big Sur, California, USA                               | 28 settembre 2012 | 2015            |
| 74 | The Palmer House            | Il Palmer House Hotel      | Sauk Centre, Minnesota, USA                            | 5 ottobre 2012    | 2015            |
| 75 | Black Moon Manor            | Black Moon Manor           | Greenfield, Indiana, USA                               | 12 ottobre 2012   | 2015            |
| 76 | Sedamsville Rectory         | La canonica di Sedamsville | Cincinnati, Ohio, USA                                  | 19 ottobre 2012   | 2015            |
| 77 | Cripple Creek               | In Colorado                | Cripple Creek, Colorado, USA Florissant, Colorado, USA | 26 ottobre 2012   | 2015            |
| 78 | Brookdale Lodge             | In California              | Brookdale, California, USA                             | 9 novembre 2012   | 2015            |
| 79 | Tor House                   | La Tor House               | Carmel, California, USA                                | 16 novembre 2012  | 2015            |
| 80 | Union Station               | La stazione                | Kansas City, Missouri, USA                             | 23 novembre 2012  | 2015            |
| 81 | Crazy Town                  | Città folle                | Mineral Wells, Texas, USA                              | 7 dicembre 2012   | 2015            |
| 82 | Wyoming Frontier Prison     | Wyoming Frontier Prison    | Rawlins, Wyoming, USA                                  | 11 gennaio 2013   | 2015            |
| 83 | Sailor's Snug Harbor        | Il porto                   | Staten Island, New York, USA                           | 18 gennaio 2013   | 2015            |
| 84 | New Orleans                 | New Orleans                | New Orleans, Louisiana, USA                            | 22 febbraio 2013  | 2015            |
| 85 | Market Street Cinema        | Market Street Cinema       | San Francisco, California, USA                         | 1º marzo 2013     | 2015            |
| 86 | Goldfield Hotel: Redemption | Ritorno a Goldfield        | Goldfield, Nevada, USA                                 | 22 marzo 2013     | 2015            |
| 87 | Glen Tavern Inn             | Glen Tavern Inn            | Santa Paula, California, USA                           | 29 marzo 2013     | 2015            |
| 88 | Kings Tavern                | King's Tavern              | Natchez, Mississippi, USA                              | 19 aprile 2013    | 2015            |

### Ottava stagione (2013)
| N° | Titolo originale                      | Titolo italiano                       | Location(s)                                        | Prima TV USA      | Prima TV Italia |
| -- | ------------------------------------- | ------------------------------------- | -------------------------------------------------- | ----------------- | --------------- |
| 89 | Pioneer Saloon                        | The Pioneer Saloon                    | Goodsprings, Nevada, USA Sandy Valley, Nevada, USA | 16 agosto 2013    | 2015            |
| 90 | Black Swan Inn                        | Black Swan Inn                        | San Antonio, Texas, USA                            | 23 agosto 2013    | 2015            |
| 91 | Tuolumne General Hospital             | Tuolumne Hospital                     | Sonora, California, USA                            | 30 agosto 2013    | 2015            |
| 92 | Missouri State Penitentiary           | Missouri State Penitentiary           | Jefferson City, Missouri, USA                      | 6 settembre 2013  | 2015            |
| 93 | Yost Theater & Ritz Hotel             | Yost Theater & Ritz Hotel             | Santa Ana, California, USA                         | 13 settembre 2013 | 2015            |
| 94 | Haunted Victorian Mansion             | Haunted Victorian Mansion             | Gardner, Massachusetts, USA                        | 20 settembre 2013 | 2015            |
| 95 | The Exorcist House                    | Exorcist House                        | Bel-Nor, Missouri, USA                             | 4 ottobre 2013    | 2015            |
| 96 | Alcatraz                              | Alcatraz                              | San Francisco, California, USA                     | 11 ottobre 2013   | 2015            |
| 97 | Mustang Ranch                         | Mustang Ranch                         | Clark, Nevada, USA                                 | 18 ottobre 2013   | 2015            |
| 98 | Thornhaven Manor                      | Thornhaven Manor                      | New Castle, Indiana, USA                           | 25 ottobre 2013   | 2015            |
| 99 | Battle of Perryville: Field Hospitals | Battle of Perryville: Field Hospitals | Perryville, Kentucky, USA                          | 15 novembre 2013  | 2015            |

### Nona stagione (2014)
| N°  | Titolo originale                             | Titolo italiano                              | Location(s)                                       | Prima TV USA     | Prima TV Italia |
| --- | -------------------------------------------- | -------------------------------------------- | ------------------------------------------------- | ---------------- | --------------- |
| 100 | Sharon Tate Ghost/The Oman House             | Sharon Tate Ghost/The Oman House             | Los Angeles, California, USA                      | 15 febbraio 2014 | 2016            |
| 101 | The Myrtles Plantation                       | The Myrtles Plantation                       | St. Francisville, Louisiana, USA                  | 22 febbraio 2014 | 2016            |
| 102 | George Washington Ghost/Morris Jumel Mansion | George Washington Ghost/Morris Jumel Mansion | Manhattan, New York, USA Smithtown, New York, USA | 1º marzo 2014    | 2016            |
| 103 | Bannack Ghost Town                           | Bannack Ghost Town                           | Dillon, Montana, USA                              | 8 marzo 2014     | 2016            |
| 104 | Fear Factory                                 | Fear Factory                                 | Salt Lake City, Utah, USA                         | 15 marzo 2014    | 2016            |
| 105 | Heritage Junction                            | Heritage Junction                            | Santa Clarita, California, USA                    | 22 marzo 2014    | 2016            |
| 106 | Fort MacArthur Museum/Battle of Los Angeles  | Battle of Los Angeles                        | Los Angeles, California, USA                      | 29 marzo 2014    | 2016            |
| 107 | St. James Hotel                              | St. James Hotel                              | Cimarron, New Mexico, USA                         | 12 aprile 2014   | 2016            |
| 108 | Fox Hollow Farm                              | Fox Hollow Farm                              | Carmel, Indiana, USA                              | 3 maggio 2014    | 2016            |
| 109 | Haunted Savannah                             | Haunted Savannah                             | Savannah, Georgia, USA                            | 17 maggio 2014   | 2016            |
| 110 | Whaley House                                 | Whaley House                                 | San Diego, California, USA                        | 7 giugno 2014    | 2016            |
| 111 | Overland Hotel and Saloon                    | Overland Hotel & Saloon                      | Pioche, Nevada, USA                               | 21 giugno 2014   | 2016            |
| 112 | Old Licking County Jail                      | Old Licking County Jail                      | Newark, Ohio, USA                                 | 12 luglio 2014   | 2016            |

### Decima stagione (2014–2015)
| N°  | Titolo originale    | Titolo italiano     | Location(s)                                | Prima TV USA     | Prima TV Italia |
| --- | ------------------- | ------------------- | ------------------------------------------ | ---------------- | --------------- |
| 113 | Queen Mary          | Queen Mary          | Long Beach, California USA                 | 4 ottobre 2014   | 2016            |
| 114 | Lemp Mansion        | Lemp Mansion        | St. Louis, Missouri, USA                   | 11 ottobre 2014  | 2016            |
| 115 | Zozo Demon          | Zozo Demon          | Oklahoma City, Oklahoma, USA               | 18 ottobre 2014  | 2016            |
| 116 | Island of Dolls     | -                   | Xochimilco, Mexico City, Mexico            | 25 ottobre 2014  | Inedito         |
| 117 | Bell Witch Cave     | Bell Witch Cave     | Adams, Tennessee, USA                      | 10 gennaio 2015  | 2016            |
| 118 | Sallie House        | Sallie House        | Atchison, Kansas, USA                      | 17 gennaio 2015  | 2016            |
| 119 | Nopeming Sanatorium | Nopeming Sanatorium | Duluth, Minnesota, USA                     | 24 gennaio 2015  | 2016            |
| 120 | Apache Junction     | Apache Junction     | Apache Junction, Arizona, USA              | 31 gennaio 2015  | 2016            |
| 121 | Return to Tombstone | Return to Tombstone | Tombstone, Arizona, USA                    | 21 febbraio 2015 | 2016            |
| 122 | Demons in Seattle   | Demons in Seattle   | Bothell, Washington, USA                   | 28 febbraio 2015 | 2016            |
| 123 | Texas Horror Hotel  | Texas Horror Hotel  | Seguin, Texas, USA San Antonio, Texas, USA | 7 marzo 2015     | 2016            |

### Undicesima stagione (2015)
| N°  | Titolo originale                      | Titolo italiano     | Location(s)                                       | Prima TV USA      | Prima TV Italia  |
| --- | ------------------------------------- | ------------------- | ------------------------------------------------- | ----------------- | ---------------- |
| 124 | Edinburgh Manor                       | Joker               | Scotch Grove, Iowa, USA                           | 22 agosto 2015    | 20 marzo 2021    |
| 125 | Old Montana State Prison              | La prigione         | Deer Lodge, Montana, USA                          | 29 agosto 2015    | 3 aprile 2021    |
| 126 | Manresa Castle                        | Il castello         | Port Townsend, Washington, USA                    | 5 settembre 2015  | 27 febbraio 2021 |
| 127 | Old Lincoln County Hospital           | L'ospedale          | Fayetteville, Tennessee, USA                      | 12 settembre 2015 | 20 marzo 2021    |
| 128 | Haunted Harvey House                  | Hotel Infestato     | Las Vegas, Nuovo Messico, USA                     | 19 settembre 2015 | 6 marzo 2021     |
| 129 | Los Coches Adobe                      | Soledad             | Soledad, California, USA Salinas, California, USA | 26 settembre 2015 | 1º maggio 2021   |
| 130 | Grand Canyon Caverns                  | Grand Canyon        | Peach Springs, Arizona, USA                       | 3 ottobre 2015    | 20 febbraio 2021 |
| 131 | Haunted Hollywood                     | Hollywood infestata | Los Angeles, California, USA                      | 10 ottobre 2015   | 27 febbraio 2021 |
| 132 | Odd Fellows Asylum                    | Il manicomio        | Liberty, Missouri, USA                            | 17 ottobre 2015   | 10 aprile 2021   |
| 133 | Clown Motel and Goldfield High School | Clown Motel         | Tonopah, Nevada, USA Goldfield, Nevada, USA       | 24 ottobre 2015   | 27 marzo 2021    |
| 134 | Lava Hot Springs Inn                  | Idaho               | Lava Hot Springs, Idaho, USA                      | 7 novembre 2015   | 8 maggio 2021    |

### Dodicesima stagione (2016)
| N°  | Titolo originale                   | Titolo italiano               | Location(s)                     | Prima TV USA     | Prima TV Italia |
| --- | ---------------------------------- | ----------------------------- | ------------------------------- | ---------------- | --------------- |
| 135 | Black Dahlia House                 | Black Dahlia                  | Los Angeles, California, USA    | 30 gennaio 2016  | 15 maggio 2021  |
| 136 | Secret Scientology Lab             | Laboratorio segreto           | Los Angeles, California, USA    | 6 febbraio 2016  | 22 maggio 2021  |
| 137 | Bracken Fern Manor/Tudor House     | I tunnel                      | Lake Arrowhead, California, USA | 13 febbraio 2016 | 29 maggio 2021  |
| 138 | Return to the Riviera              | Ritorno a Las Vegas           | Las Vegas, Nevada, USA          | 20 febbraio 2016 | 5 giugno 2021   |
| 139 | Chinese Town of Locke              | Mafia cinese                  | Walnut Grove, California, USA   | 27 febbraio 2016 | 12 giugno 2021  |
| 140 | Star of India                      | Star of India                 | San Diego, California, USA      | 5 marzo 2016     | 19 giugno 2021  |
| 141 | Leslie's Family Tree               | Albero genealogico            | Santaquin, Utah, USA            | 12 marzo 2016    | 26 giugno 2021  |
| 142 | Hell Hole Prison                   | Yuma                          | Yuma, Arizona, USA              | 19 marzo 2016    | 3 luglio 2021   |
| 143 | The Domes                          | Arizona                       | Casa Grande, Arizona, USA       | 26 marzo 2016    | 10 luglio 2021  |
| 144 | Nevada State Prison                | Nevada                        | Carson City, Nevada, USA        | 16 luglio 2016   | 17 luglio 2021  |
| 145 | Return to Winchester Mystery House | Carolina del sud / Winchester | San Jose, California, USA       | 23 luglio 2016   | 24 luglio 2021  |
| 146 | Stardust Ranch                     | Soledad / Il ranch            | Buckeye, Arizona, USA           | 30 luglio 2016   | 31 luglio 2021  |
| 147 | The Haunted Museum                 | Idaho / Il museo infestato    | Las Vegas, Nevada, USA          | 6 agosto 2016    | 7 agosto 2021   |

### Tredicesima stagione (2016–2017)
| N°  | Titolo originale                     | Titolo italiano   | Location(s)                  | Prima TV USA      | Prima TV Italia   |
| --- | ------------------------------------ | ----------------- | ---------------------------- | ----------------- | ----------------- |
| 148 | Colorado Gold Mine                   | Colorado          | Idaho Springs, Colorado, USA | 24 settembre 2016 | 9 ottobre 2021    |
| 149 | Mackay Mansion                       | Villa Mackay      | Virginia City, Nevada, USA   | 1º ottobre 2016   | 16 ottobre 2021   |
| 150 | Palace Saloon                        | Il Saloon         | Prescott, Arizona, USA       | 8 ottobre 2016    | 18 settembre 2021 |
| 151 | Reseda House of Evil                 | California        | Los Angeles, California, USA | 15 ottobre 2016   | 25 settembre 2021 |
| 152 | Dorothea Puente Murder House         | Dorothea Puente   | Sacramento, California, USA  | 22 ottobre 2016   | 2 ottobre 2021    |
| 153 | Hotel Metlen                         | L'hotel           | Dillon, Montana, USA         | 12 novembre 2016  | 12 novembre 2021  |
| 154 | St. Ann's Retreat                    | Utah              | Logan Canyon, Utah, USA      | 19 novembre 2016  | 20 novembre 2021  |
| 155 | Twin Bridges Orphanage               | In Montana        | Twin Bridges, Montana, USA   | 26 novembre 2016  | 27 novembre 2021  |
| 156 | Dumas Brothel                        | Hotel Dumas       | Butte, Montana, USA          | 3 dicembre 2016   | 3 dicembre 2021   |
| 157 | Zalud House                          | Casa spaventosa   | Porterville, California, USA | 10 dicembre 2016  | 18 dicembre 2021  |
| 158 | Dakota's Sanatorium of Death         | Struttura mortale | San Haven, North Dakota, USA | 31 dicembre 2016  | 10 dicembre 2021  |
| 159 | De Soto Hotel and Concordia Cemetery | Hotel De Soto     | El Paso, Texas, USA          | 7 gennaio 2017    | 23 ottobre 2021   |
| 160 | Goatman's Bridge                     | In Texas          | Denton, Texas, USA           | 14 gennaio 2017   | 6 novembre 2021   |

### Quattordicesima stagione (2017)
| N°  | Titolo originale        | Titolo italiano | Location(s)                                                | Prima TV USA   | Prima TV Italia  |
| --- | ----------------------- | --------------- | ---------------------------------------------------------- | -------------- | ---------------- |
| 161 | Stone Lion Inn          | Stone Lion Inn  | Guthrie, Oklahoma, USA                                     | 25 marzo 2017  | 25 dicembre 2021 |
| 162 | Freak Show Murder House | Lo show         | Los Angeles, California, USA                               | 1º aprile 2017 | 8 gennaio 2022   |
| 163 | Samaritan Cult House    | Casa di culto   | Guthrie (Oklahoma), USA                                    | 8 aprile 2017  | 1º gennaio 2022  |
| 164 | Double Eagle Restaurant | Il ristorante   | Mesilla, Nuovo Messico, USA Las Cruces, Nuovo Messico, USA | 15 aprile 2017 | 15 gennaio 2022  |
| 165 | Silent Movie Theater    | -               | Los Angeles, California, USA                               | 22 aprile 2017 | Inedito          |
| 166 | Exorcism in Erie        | Esorcismo       | Erie, Colorado, USA                                        | 29 aprile 2017 | 22 gennaio 2022  |
| 167 | Skinwalker Canyon       | Il canyon       | Ojo Amarillo, Nuovo Messico, USA                           | 17 giugno 2017 | 19 febbraio 2022 |
| 168 | Upper Fruitland Curse   | La maledizione  | Upper Fruitland, Nuovo Messico, USA                        | 24 giugno 2017 | 12 febbraio 2022 |
| 169 | Witches in Magna        | La strega       | Magna, Utah, USA                                           | 1º luglio 2017 | 26 febbraio 2022 |
| 170 | The Viper Room          | Viper Room      | West Hollywood, California, USA                            | 8 luglio 2017  | 5 marzo 2022     |
| 171 | Asylum 49               | Asylum 49       | Tooele, Utah, USA                                          | 15 luglio 2017 | 12 marzo 2022    |

### Quindicesima stagione (2017-2018)
| N°  | Titolo originale            | Titolo italiano      | Location(s)                | Prima TV USA      | Prima TV Italia   |
| --- | --------------------------- | -------------------- | -------------------------- | ----------------- | ----------------- |
| 172 | Golden Ghost Town           | Oregon               | Golden, Oregon, USA        | 23 settembre 2017 | 10 settembre 2022 |
| 173 | Ogden Possession            | Possessioni          | Ogden, Utah, USA           | 30 settembre 2017 | 19 marzo 2022     |
| 174 | Albion Normal School        | Albion Normal School | Albion, Idaho, USA         | 4 novembre 2017   | 24 settembre 2022 |
| 175 | Museum of the Mountain West | Il museo             | Montrose, Colorado, USA    | 11 novembre 2017  | 1 ottobre 2022    |
| 176 | Pythian Castle              | Il castello          | Springfield, Missouri, USA | 18 novembre 2017  | 8 ottobre 2022    |
| 177 | The Titanic Museum          | Il museo del Titanic | Branson, Missouri, USA     | 25 novembre 2017  | 15 ottobre 2022   |
| 178 | Wolf Creek Inn              | Wolf Creek Inn       | Wolf Creek, Oregon, USA    | 2 dicembre 2017   | 17 settembre 2022 |
| 179 | Eureka Mining Town          | Eureka               | Eureka, Nevada, USA        | 9 dicembre 2017   | 26 marzo 2022     |
| 180 | Sin City Exorcism           | La città del peccato | Las Vegas, Nevada, USA     | 16 dicembre 2017  | 22 ottobre 2022   |
| 181 | Phelps Dodge Hospital       | Ospedale abbandonato | Ajo, Arizona, USA          | 6 gennaio 2018    | 29 ottobre 2022   |
| 182 | The Slaughter House         | The Slaughter House  | Tucson, Arizona, USA       | 13 gennaio 2018   | 4 novembre 2022   |

### Sedicesima stagione (2018)
| N°  | Titolo originale                    | Titolo italiano                               | Location(s)                     | Prima TV USA   | Prima TV Italia                                         |
| --- | ----------------------------------- | --------------------------------------------- | ------------------------------- | -------------- | ------------------------------------------------------- |
| 183 | Ripley's Believe It or Not          | Il museo                                      | Hollywood, California, USA      | 24 marzo 2018  | 11 novembre 2022                                        |
| 184 | The Alley of Darkness               | Nell'oscurità                                 | Ogden, Utah, USA                | 31 marzo 2018  | 18 novembre 2022                                        |
| 185 | Kennedy Mine                        | La miniera                                    | Jackson, California, USA        | 7 aprile 2018  | 25 novembre 2022                                        |
| 186 | Old Gila County Jail and Courthouse | La miniera di Eureka / Vecchia prigione       | Globe, Arizona, USA             | 14 aprile 2018 | 29 novembre 2022                                        |
| 187 | Hotel Léger                         | Hotel Leger / In California                   | Mokelumne Hill, California, USA | 16 giugno 2018 | 8 luglio 2023 (Discovery Italia) 15 luglio 2023 (DMAX)  |
| 188 | Enchanted Forest                    | Foresta incantata                             | Turner, Oregon, USA             | 23 giugno 2018 | 8 luglio 2023 (Discovery Italia) 15 luglio 2023 (DMAX)  |
| 189 | The Washoe Club: Final Chapter      | Il Club Washoe: Capitolo finale / Atto finale | Virginia City, Nevada, USA      | 30 giugno 2018 | 15 luglio 2023 (Discovery Italia) 22 luglio 2023 (DMAX) |
| 190 | Lewis Flats School                  | Scuola Lewis Flats / A scuola                 | Deming, New Mexico, USA         | 7 luglio 2018  | 22 luglio 2023 (Discovery Italia) 29 luglio 2023 (DMAX) |
| 191 | Kay's Hollow                        | La cava di Kay / Pietra miracolosa            | Kaysville, Utah, USA            | 14 luglio 2018 | 29 luglio 2023 (Discovery Italia) 5 agosto 2023 (DMAX)  |

### Diciassettesima stagione (2018)
| N°  | Titolo originale          | Titolo italiano                                       | Location(s)                    | Prima TV USA     | Prima TV Italia                                              |
| --- | ------------------------- | ----------------------------------------------------- | ------------------------------ | ---------------- | ------------------------------------------------------------ |
| 192 | Idaho State Reform School | Riformatorio dello Stato dell'Idaho / Il riformatorio | St. Anthony, Idaho, USA        | 3 novembre 2018  | 5 agosto 2023 (Discovery Italia) 12 agosto 2023 (DMAX)       |
| 193 | Westerfeld House          | Westerfeld House / San Francisco                      | San Francisco, California, USA | 10 novembre 2018 | 12 agosto 2023 (Discovery Italia) 19 agosto 2023 (DMAX)      |
| 194 | Crisis in Oakdale         | Crisi a Oakdale                                       | Oakdale, California, USA       | 17 novembre 2018 | 19 agosto 2023 (Discovery Italia) 26 agosto 2023 (DMAX)      |
| 195 | Tintic Mining District    | Distretto minerario di Tintic / In miniera            | Eureka, Utah, USA              | 24 novembre 2018 | 26 agosto 2023 (Discovery Italia) 2 settembre 2023 (DMAX)    |
| 196 | Terror in Fontana         | Terrore a Fontana / Terrore in California             | Fontana, California, USA       | 1º dicembre 2018 | 2 settembre 2023 (Discovery Italia) 9 settembre 2023 (DMAX)  |
| 197 | Riverside Plane Graveyard | Riverside Plane Graveyard / Il museo                  | Riverside, California, USA     | 8 dicembre 2018  | 9 settembre 2023 (Discovery Italia) 16 settembre 2023 (DMAX) |

### Diciottesima stagione (2019)
| N°  | Titolo originale                            | Titolo italiano                     | Location(s)                   | Prima TV USA     | Prima TV Italia                                               |
| --- | ------------------------------------------- | ----------------------------------- | ----------------------------- | ---------------- | ------------------------------------------------------------- |
| 198 | Gates of Hell House                         | Le porte dell'Inferno               | Las Vegas, Nevada, USA        | 23 febbraio 2019 | 16 settembre 2023 (Discovery Italia) 23 settembre 2023 (DMAX) |
| 199 | Palomino Club                               | Palomino club / Il club             | Las Vegas, Nevada, USA        | 2 marzo 2019     | 23 settembre 2023 (Discovery Italia) 30 settembre 2023 (DMAX) |
| 200 | Lutes Casino                                | Il casinò                           | Yuma, Arizona, USA            | 9 marzo 2019     | 16 novembre 2024 (Discovery Italia) 23 novembre 2024 (DMAX)   |
| 201 | Melrose Hotel                               | Melrose Hotel                       | Grand Junction, Colorado, USA | 16 marzo 2019    | 16 novembre 2024 (Discovery Italia) 23 novembre 2024 (DMAX)   |
| 202 | Binion's Hotel and Casino                   | Passato violento                    | Las Vegas, Nevada, USA        | 23 marzo 2019    | 23 novembre 2024 (Discovery Italia) 30 novembre 2024 (DMAX)   |
| 203 | The Woodbury: Home of American Horror Story | Vecchia proprietà                   | Altadena, California, USA     | 26 aprile 2019   | 30 novembre 2024 (Discovery Italia) 7 dicembre 2024 (DMAX)    |
| 204 | Crescent Hotel                              | Strane apparizioni                  | Eureka Springs, Arkansas, USA | 8 giugno 2019    | 14 dicembre 2024 (Discovery Italia) 21 dicembre 2024 (DMAX)   |
| 205 | St. Ignatius Hospital                       | Ospedale St. Ignatius / Ospedale    | Colfax, Washington, USA       | 15 giugno 2019   | 11 gennaio 2025 (Discovery Italia) 18 gennaio 2025 (DMAX)     |
| 206 | Mount Wilson Ranch                          | Il ranch                            | Pioche, Nevada, USA           | 22 giugno 2019   | 21 dicembre 2024 (Discovery Italia) 28 dicembre 2024 (DMAX)   |
| 207 | Panic in Amarillo                           | In Texas                            | Amarillo, Texas, USA          | 29 giugno 2019   | 7 dicembre 2024 (Discovery Italia) 14 dicembre 2024 (DMAX)    |
| 208 | Union Hotel                                 | Albergo Union / Union Hotel         | Benicia, California, USA      | 6 luglio 2019    | 4 gennaio 2025 (Discovery Italia) 11 gennaio 2025 (DMAX)      |
| 209 | Idaho State Tuberculosis Hospital           | Ospedale statale dell'Idaho / Idaho | Gooding, Idaho, USA           | 13 luglio 2019   | 18 gennaio 2025 (Discovery Italia) 25 gennaio 2025 (DMAX)     |
| 210 | A Haunting in Scottsdale                    | In Arizona                          | Scottsdale, Arizona, USA      | 20 luglio 2019   | 28 dicembre 2024 (Discovery Italia) 4 gennaio 2025 (DMAX)     |

### Diciannovesima stagione (2019-2020)
| N°  | Titolo originale                  | Titolo italiano                    | Location(s)                    | Prima TV USA     | Prima TV Italia                                            |
| --- | --------------------------------- | ---------------------------------- | ------------------------------ | ---------------- | ---------------------------------------------------------- |
| 211 | Albion Castle                     | Castello di Albion / San Francisco | San Francisco, California, USA | 2 novembre 2019  | 25 gennaio 2025 (Discovery Italia) 1º febbraio 2025 (DMAX) |
| 212 | Cerro Gordo Ghost Town            | Città fantasma                     | Keeler, California, USA        | 9 novembre 2019  | 1º febbraio 2025 (Discovery Italia) 8 febbraio 2025 (DMAX) |
| 213 | Pasadena Ritual House             |                                    | Pasadena, California, USA      | 16 novembre 2019 |                                                            |
| 214 | Horror in Biggs                   |                                    | Biggs, California, USA         | 27 febbraio 2020 |                                                            |
| 215 | Franklin Castle                   |                                    | Cleveland, Ohio, USA           | 5 marzo 2020     |                                                            |
| 216 | Union Brewery of Death            |                                    | Virginia City, Nevada, USA     | 12 marzo 2020    |                                                            |
| 217 | Nightmare in Antelope             |                                    | Antelope, California, USA      | 19 marzo 2020    |                                                            |
| 218 | Goodwin Home Invasion             |                                    | Las Vegas, Nevada, USA         | 26 marzo 2020    |                                                            |
| 219 | Haunted Hollow Forest             |                                    | West Haven, Utah, USA          | 2 aprile 2020    |                                                            |
| 220 | The Chinatown Poltergeist         |                                    | Las Vegas, Nevada, USA         | 9 aprile 2020    |                                                            |
| 221 | Beneath the Bonanza               |                                    | Virginia City, Nevada, USA     | 16 aprile 2020   |                                                            |
| 222 | Industrial District of the Damned |                                    | Salt Lake City, Utah, USA      | 23 aprile 2020   |                                                            |
| 223 | London Bridge                     |                                    | Lake Havasu City, Arizona, USA | 30 aprile 2020   |                                                            |
| 224 | The Graber Farm Entity            |                                    | Ontario, California, USA       | 7 maggio 2020    |                                                            |
| 225 | Bloodshed in the Bordello         |                                    | Globe, Arizona, USA            | 14 maggio 2020   |                                                            |

### Ventesima stagione (2020-2021)
| N°  | Titolo originale           | Titolo italiano | Location(s)                  | Prima TV USA     | Prima TV Italia |
| --- | -------------------------- | --------------- | ---------------------------- | ---------------- | --------------- |
| 226 | Ghost Train of Ely         |                 | Ely, Nevada, USA             | 5 novembre 2020  |                 |
| 227 | El Rancho Hotel            |                 | Gallup, New Mexico, USA      | 12 novembre 2020 |                 |
| 228 | Painted Lady Brothel       |                 | Albuquerque, New Mexico, USA | 19 novembre 2020 |                 |
| 229 | The Comedy Store           |                 | Los Angeles, California, USA | 1º gennaio 2021  |                 |
| 230 | House of Brujeria          |                 | Las Vegas, Nevada, USA       | 12 febbraio 2021 |                 |
| 231 | Curse of Ranch Island      |                 | Las Vegas, Nevada, USA       | 26 marzo 2021    |                 |
| 232 | Disturbed in Wickenburg    |                 | Vulture City, Arizona, USA   | 2 aprile 2021    |                 |
| 233 | The Joshua Tree Inn        |                 | Joshua Tree, California, USA | 9 aprile 2021    |                 |
| 234 | Mayhem in Millville        |                 | Millville, Utah, USA         | 16 aprile 2021   |                 |
| 235 | Benson Grist Mill          |                 | Stansbury Park, Utah, USA    | 23 aprile 2021   |                 |
| 236 | Lost Souls of the Berkeley |                 | San Diego, California, USA   | 30 aprile 2021   |                 |

### Ventunesima stagione (2021)
| N°  | Titolo originale        | Titolo italiano | Location(s)                | Prima TV USA   | Prima TV Italia |
| --- | ----------------------- | --------------- | -------------------------- | -------------- | --------------- |
| 237 | The Great Saltair Curse |                 | Great Salt Lake, Utah, USA | 22 luglio 2021 |                 |
| 238 | Terror at the Toy Shop  |                 | Hollywood, California, USA | 29 luglio 2021 |                 |
| 239 | Haunting in the Hills   |                 | Hollywood, California, USA | 5 agosto 2021  |                 |
| 240 | Territorial Enterprise  |                 | Virginia City, Nevada, USA | 12 agosto 2021 |                 |
| 241 | Emergency in Elk Grove  |                 | Elk Grove, California, USA | 19 agosto 2021 |                 |
| 242 | Carbon County Chaos     |                 | Helper, Utah, USA          | 26 agosto 2021 |                 |

### Ventiduesima stagione (2022)
| N°  | Titolo originale             | Titolo italiano | Location(s)                    | Prima TV USA   | Prima TV Italia |
| --- | ---------------------------- | --------------- | ------------------------------ | -------------- | --------------- |
| 243 | Montecito Mansion of Mystery |                 | Montecito, California, USA     | 10 marzo 2022  |                 |
| 244 | Mountain Oaks Mayhem         |                 | La Crescenta, California, USA  | 17 marzo 2022  |                 |
| 245 | Pacific Grove Nightmare      |                 | Pacific Grove, California, USA | 24 marzo 2022  |                 |
| 246 | Whitmore Mansion             |                 | Nephi, Utah, USA               | 31 marzo 2022  |                 |
| 247 | Panic on Pine Street         |                 | Paso Robles, California, USA   | 7 aprile 2022  |                 |
| 248 | LA Police Station Invasion   |                 | Los Angeles, California, USA   | 14 aprile 2022 |                 |
| 249 | Petrified in Pahrump         |                 | Pahrump, Nevada, USA           | 21 aprile 2022 |                 |
| 250 | Steinbeck House Haunting     |                 | Salinas, California, USA       | 28 aprile 2022 |                 |

### Ventitreesima stagione (2022)
| N°  | Titolo originale               | Titolo italiano | Location(s)                  | Prima TV USA      | Prima TV Italia |
| --- | ------------------------------ | --------------- | ---------------------------- | ----------------- | --------------- |
| 251 | Henderson Hell House           |                 | Henderson, Nevada, USA       | 15 settembre 2022 |                 |
| 252 | Old Bullion Plaza School       |                 | Miami, Arizona, USA          | 22 settembre 2022 |                 |
| 253 | Acadia Ranch Sanatorium        |                 | Oracle, Arizona, USA         | 6 ottobre 2022    |                 |
| 254 | Nightmare at the Roxie         |                 | Los Angeles, California, USA | 13 ottobre 2022   |                 |
| 255 | Los Feliz Murder House, Part 1 |                 | Los Angeles, California, USA | 20 ottobre 2022   |                 |
| 256 | Los Feliz Murder House, Part 2 |                 | Los Angeles, California, USA | 27 ottobre 2022   |                 |
| 257 | Lost Souls of Kingman          |                 | Kingman, Arizona, USA        | 3 novembre 2022   |                 |
| 258 | Lovelock Triangle              |                 | Lovelock, Nevada, USA        | 10 novembre 2022  |                 |
| 259 | Curse of Catalina Island       |                 | Avalon, California, USA      | 17 novembre 2022  |                 |
| 260 | Vengeance in Oxnard            |                 | Oxnard, California, USA      | 24 novembre 2022  |                 |

### Ventiquattresima stagione (2023)
| N°  | Titolo originale        | Titolo italiano | Location(s)                   | Prima TV USA   | Prima TV Italia |
| --- | ----------------------- | --------------- | ----------------------------- | -------------- | --------------- |
| 261 | Hotel Barclay           |                 | Los Angeles, California, USA  | 7 giugno 2023  |                 |
| 262 | Lockdown in Lancaster   |                 | Lancaster, California, USA    | 14 giugno 2023 |                 |
| 263 | Fear in Flagstaff       |                 | Flagstaff, Arizona, USA       | 21 giugno 2023 |                 |
| 264 | Stow House Haunting     |                 | Goleta, California, USA       | 28 giugno 2023 |                 |
| 265 | Mentryville Ghost Town  |                 | Mentryville, California, USA  | 5 luglio 2023  |                 |
| 266 | Hotel San Carlos        |                 | Phoenix, Arizona, USA         | 12 luglio 2023 |                 |
| 267 | King Gillette Ranch     |                 | Malibu Creek, California, USA | 19 luglio 2023 |                 |
| 268 | Abandoned in Elko       |                 | Elko, Nevada, USA             | 2 agosto 2023  |                 |
| 269 | Village of Lost Souls   |                 | Los Angeles, California, USA  | 9 agosto 2023  |                 |
| 270 | Terror in Tempe         |                 | Tempe, Arizona, USA           | 16 agosto 2023 |                 |
| 271 | The Beast of West Hills |                 | Los Angeles, California, USA  | 23 agosto 2023 |                 |

### Venticinquesima stagione (2023)
| N°  | Titolo originale        | Titolo italiano | Location(s)                        | Prima TV USA     | Prima TV Italia |
| --- | ----------------------- | --------------- | ---------------------------------- | ---------------- | --------------- |
| 272 | Sutro Ghost Town        |                 | Sutro, Nevada, USA                 | 11 ottobre 2023  |                 |
| 273 | Ghost Island            |                 | Gran Lago Salato, Utah, USA        | 18 ottobre 2023  |                 |
| 274 | Scotty's Castle         |                 | Valle della Morte, California, USA | 25 ottobre 2023  |                 |
| 275 | Orcutt Ranch            |                 | Los Angeles, California, USA       | 1º novembre 2023 |                 |
| 276 | Nightmare in Northridge |                 | Los Angeles, California, USA       | 8 novembre 2023  |                 |

### Ventiseiesima stagione (2024)
| N°  | Titolo originale      | Titolo italiano | Location(s)                  | Prima TV USA   | Prima TV Italia |
| --- | --------------------- | --------------- | ---------------------------- | -------------- | --------------- |
| 277 | Terror on 25th Street |                 | Ogden, Utah, USA             | 22 maggio 2024 |                 |
| 278 | LA Hospital of Horror |                 | Los Angeles, California, USA | 29 maggio 2024 |                 |
| 279 | Hotel Congress        |                 | Tucson, Arizona, USA         | 5 giugno 2024  |                 |
| 280 | Belmont Ghost Town    |                 | Belmont, Nevada, USA         | 12 giugno 2024 |                 |

### Speciali
| Titolo originale                                                        | Titolo italiano                                            | Location(s) | Prima TV                                                 | Prima TV                            |
| Titolo originale                                                        | Titolo italiano                                            | Location(s) | USA                                                      | Italia                              |
| ----------------------------------------------------------------------- | ---------------------------------------------------------- | --- | -------------------------------------------------------- | ----------------------------------- |
| Ghost Adventures Documentary Film                                       | -                                                          | Virginia City, Nevada, USA Goldfield, Nevada, USA                                                                    | 25 luglio 2007 (Sci Fi) 17 ottobre 2008 (Travel Channel) | Inedito                             |
| Ghost Adventures Live: The Trans-Allegheny Lunatic Asylum               | -                                                          | Weston, Virginia Occidentale, USA                                                                                    | 30 ottobre 2009                                          | Inedito                             |
| Ghost Adventures Live: Post Mortem – The Trans-Allegheny Lunatic Asylum | -                                                          | Weston, Virginia Occidentale, USA                                                                                    | 6 novembre 2009                                          | Inedito                             |
| Ghost Adventures Live: The Cutdown – The Trans-Allegheny Lunatic Asylum | -                                                          | Weston, Virginia Occidentale, USA                                                                                    | 15 gennaio 2010                                          | Inedito                             |
| Poveglia Island Special                                                 | L'isola di Poveglia                                        | Venezia, Italia | 22 gennaio 2010                                          | 2014                                |
| Best Evidence                                                           | Prove Schiaccianti                                         | Las Vegas, Nevada, USA                                                                                               | 10 settembre 2010                                        | 2014                                |
| Scariest Moments                                                        | Momenti da Urlo                                            | Las Vegas, Nevada, USA                                                                                               | 10 settembre 2010                                        | 2014                                |
| Valentine's Day Special                                                 | San Valentino                                              | Sudbury, Massachusetts, USA                                                                                          | 11 febbraio 2011                                         | 2015                                |
| Horror Hotels & Deadliest Hospitals                                     | Horror Hotels & Deadliest Hospitals                        | Las Vegas, Nevada, USA                                                                                               | 24 febbraio 2012                                         | 2015                                |
| Wickedest Women, Houses of Terror & Bloodiest Battlefields              | Wickedest Women, Houses of Terror & Bloodiest Battlefields | Varie località | 2 marzo 2012                                             | 2015                                |
| Hellfire Caves                                                          | Hellfire Caves                                             | West Wycombe, Buckinghamshire, Inghilterra                                                                           | 13 luglio 2012                                           | 2015                                |
| Fort Horsted                                                            | Fort Horsted                                               | Gillingham, Kent, Inghilterra                                                                                        | 20 luglio 2012                                           | 2015                                |
| Dead Men Walking                                                        |                                                            | Varie località | 2 novembre 2012                                          |                                     |
| Death By Wild West                                                      |                                                            | Varie località | 30 novembre 2012                                         |                                     |
| Clinically Dead                                                         |                                                            | Varie località | 14 dicembre 2012                                         |                                     |
| Killer Nightlife                                                        |                                                            | Varie località | 21 dicembre 2012                                         |                                     |
| Do Not Disturb                                                          |                                                            | Varie località | 28 dicembre 2012                                         |                                     |
| Home Sweet Hell                                                         |                                                            | Varie località | 4 gennaio 2013                                           |                                     |
| Passport to Hell                                                        |                                                            | Varie località | 25 gennaio 2013                                          |                                     |
| Dungeons & Demons                                                       |                                                            | Varie località | 1 febbraio 2013                                          |                                     |
| Bewitched & Bothered                                                    |                                                            | Varie località | 8 febbraio 2013                                          |                                     |
| Obsessions & Possessions                                                |                                                            | Varie località | 15 febbraio 2013                                         |                                     |
| Armies of Darkness                                                      |                                                            | Varie località | 8 marzo 2013                                             |                                     |
| First Timers                                                            |                                                            | Varie località | 15 marzo 2013                                            |                                     |
| Up Close and Personal                                                   |                                                            | Varie località | 27 settembre 2013                                        |                                     |
| Halloween Special: Transylvania                                         |                                                            | Târgoviște, Dâmbovița, Romania Cluj-Napoca, Cluj, Romania Hunedoara, Hunedoara, Romania                              | 31 ottobre 2013                                          |                                     |
| Netherworld: Paris Catacombs                                            |                                                            | Parigi, Île-de-France, Francia                                                                                       | 5 aprile 2014                                            |                                     |
| Halloween Special: Ireland's Celtic Demons                              | Halloween Special: Ireland's Celtic Demons                 | Montpelier Hill, Contea di Dublino, Irlanda Duncannon, Contea di Wexford, Irlanda Clareen, Contea di Offaly, Irlanda | 31 ottobre 2014                                          | 31 ottobre 2015                     |
| Halloween Special: Deadwood – City of Ghosts                            | Dakota del Sud                                             | Deadwood, Dakota del Sud, USA                                                                                        | 31 ottobre 2015                                          | 17 aprile 2021                      |
| Halloween Special: Deadwood – City of Ghosts                            | Carolina del Sud                                           | Deadwood, Dakota del Sud, USA                                                                                        | 31 ottobre 2015                                          | 24 aprile 2021                      |
| Halloween Special: Route 666                                            | Hotel De Soto                                              | El Paso, Texas, USA Denton, Texas, USA                                                                               | 29 ottobre 2016                                          | 23 ottobre 2021                     |
| Halloween Special: Route 666                                            | In Texas                                                   | El Paso, Texas, USA Denton, Texas, USA                                                                               | 29 ottobre 2016                                          | 6 novembre 2021                     |
| Hauntings of Vicksburg: McRaven Mansion                                 |                                                            | Vicksburg, Mississippi, USA                                                                                          | 7 ottobre 2017                                           |                                     |
| Hauntings of Vicksburg: Demons and Dolls                                |                                                            | Vicksburg, Mississippi, USA                                                                                          | 7 ottobre 2017                                           |                                     |
| Hauntings of Vicksburg: Spirits Under Siege                             |                                                            | Vicksburg, Mississippi, USA                                                                                          | 14 ottobre 2017                                          |                                     |
| Hauntings of Vicksburg: Champion Hill Battlefield                       |                                                            | Bolton, Mississippi, USA                                                                                             | 21 ottobre 2017                                          |                                     |
| Halloween Special: Museum of Madness (Part 1)                           |                                                            | Las Vegas, Nevada, USA                                                                                               | 28 ottobre 2017                                          |                                     |
| Halloween Special: Annabelle's Curse (Part 2)                           |                                                            | Las Vegas, Nevada, USA                                                                                               | 28 ottobre 2017                                          |                                     |
| Graveyard of the Pacific: Astoria Underground                           |                                                            | Astoria, Oregon, USA                                                                                                 | 6 ottobre 2018                                           |                                     |
| Graveyard of the Pacific: Norblad Hostel                                |                                                            | Astoria, Oregon, USA                                                                                                 | 13 ottobre 2018                                          |                                     |
| Graveyard of the Pacific: Commander's House                             |                                                            | Warrenton, Oregon, USA                                                                                               | 20 ottobre 2018                                          |                                     |
| Graveyard of the Pacific: Cape Disappointment                           |                                                            | Ilwaco, Washington, USA                                                                                              | 27 ottobre 2018                                          |                                     |
| Halloween Special: The Haunted Museum LIVE                              |                                                            | Las Vegas, Nevada, USA                                                                                               | 31 ottobre 2018                                          |                                     |
| Curse of the River Bend: McPike Mansion                                 |                                                            | Alton, Illinois, USA                                                                                                 | 5 gennaio 2019                                           |                                     |
| Curse of the River Bend: Mineral Springs Hotel                          |                                                            | Alton, Illinois, USA                                                                                                 | 12 gennaio 2019                                          |                                     |
| Serial Killer Spirits: H. H. Holmes Murder House                        |                                                            | Irvington, Indiana, USA                                                                                              | 5 ottobre 2019                                           |                                     |
| Serial Killer Spirits: John Gacy Prison                                 |                                                            | Joliet, Illinois, USA                                                                                                | 12 ottobre 2019                                          |                                     |
| Serial Killer Spirits: Axe Killer Jail                                  |                                                            | Council Bluffs, Iowa, USA                                                                                            | 19 ottobre 2019                                          |                                     |
| Serial Killer Spirits: Ted Bundy Ritual House                           |                                                            | Bountiful, Utah, USA                                                                                                 | 26 ottobre 2019                                          |                                     |
| Halloween Special: Curse of the Harrisville Farmhouse                   |                                                            | Harrisville, Rhode Island, USA                                                                                       | 31 ottobre 2019                                          |                                     |
| Horror at Joe Exotic Zoo                                                |                                                            | Wynnewood, Oklahoma, USA                                                                                             | 29 ottobre 2020                                          |                                     |
| Ghost Adventures: Cecil Hotel                                           | Cacciatori di fantasmi - Speciale Cecil Hotel              | Los Angeles, California, USA                                                                                         | 4 gennaio 2021 (Discovery+)                              | 28 febbraio 2021 (Discovery Italia) |
| Ghost Adventures: Goldfield Hotel                                       | Cacciatori di fantasmi: Goldfield Hotel                    | Goldfield, Nevada, USA                                                                                               | 1º ottobre 2021 (Discovery+)                             | 1º ottobre 2021 (Discovery Italia)  |
| Ghost Adventures: Devil's Den                                           | Cacciatori di fantasmi: nella tana del diavolo             | Downey, California, USA                                                                                              | 29 settembre 2022 (Discovery+)                           | 3 ottobre 2022 (Discovery Italia)   |
| Ghost Adventures: Lake of Death                                         |                                                            | Lago Mead, USA | 31 maggio 2023 (Discovery Channel/Discovery+)            |                                     |
| Ghost Adventures: Devil Island                                          | Cacciatori di fantasmi: L'isola del diavolo                | Tiburon, California, USA                                                                                             | 4 ottobre 2023 (Discovery Channel/Discovery+)            | 27 ottobre 2023 (Discovery Italia)  |
| Ghost Adventures: Skinwalker Invasion                                   |                                                            | Torrey, Utah, USA | 15 maggio 2024 (Discovery Channel/Discovery+)            |                                     |